# Staré Město (Olomouc)
Staré Město (in tedesco Mährisch Altstadt) è una città della Repubblica Ceca facente parte del distretto di Šumperk, nella regione di Olomouc.